# La Domenica del Corriere
La Domenica del Corriere è stato un popolare settimanale italiano fondato a Milano nel 1899 e chiuso nel 1989.

## Storia

### Dalla fondazione al 1945

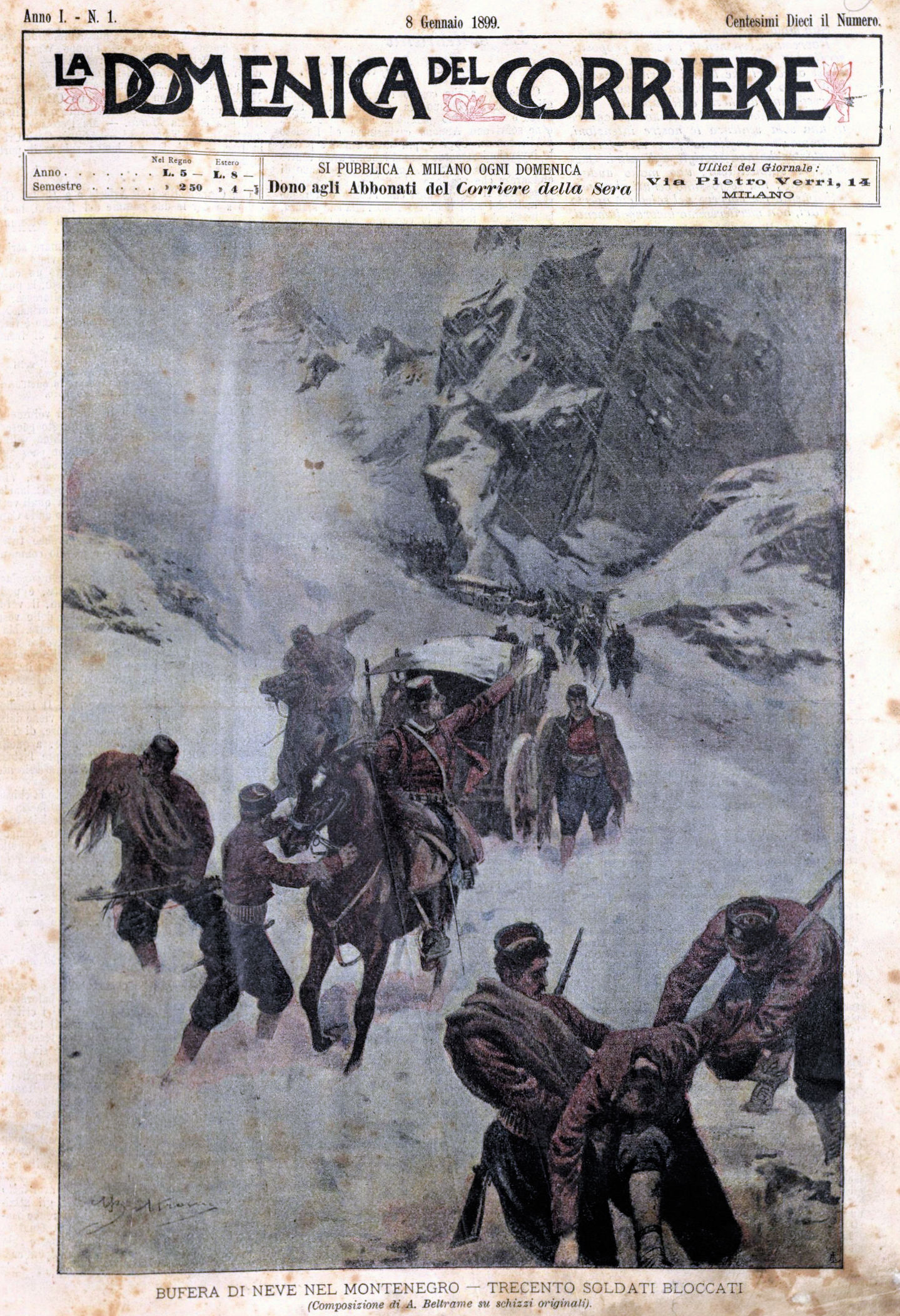
Il primo numero, uscito l'8 gennaio 1899. In copertina: trecento soldati bloccati da una bufera nel Montenegro.

Achille Beltrame, illustratore per oltre quarant'anni della Domenica del Corriere.

Fortemente voluto da Luigi Albertini, allora direttore amministrativo del Corriere della Sera, apparve per la prima volta nelle edicole l'8 gennaio 1899 come supplemento illustrato del Corriere della Sera. Stampata in grande formato (sul modello del domenicale La Tribuna illustrata), aveva 12 pagine e veniva distribuita gratis agli abbonati del Corriere, oppure si poteva acquistare in edicola per 10 centesimi.
Non fu concepito come periodico di informazione, per non risultare un doppione del quotidiano. Venne pensato come «settimanale degli italiani». Doveva scandire, come un calendario, le loro giornate liete, le loro tragedie, i loro fatti piccoli e grandi.
La prima e ultima di copertina erano sempre disegnate. Il Corriere si avvaleva di un giovane disegnatore, Achille Beltrame, allora sconosciuto, a cui veniva affidato in ogni numero il compito di rendere con la sua tavola il fatto più interessante della settimana.
La prima delle tavole a colori con cui Beltrame raccontò ogni settimana, per oltre quarant'anni, le vicende del suo tempo, si riferiva ad una tempesta di neve nel Montenegro (1899). Il Montenegro era salito da poco agli onori della cronaca poiché Vittorio Emanuele di Savoia l'erede al trono d'Italia, si era appena sposato con Elena di Montenegro.

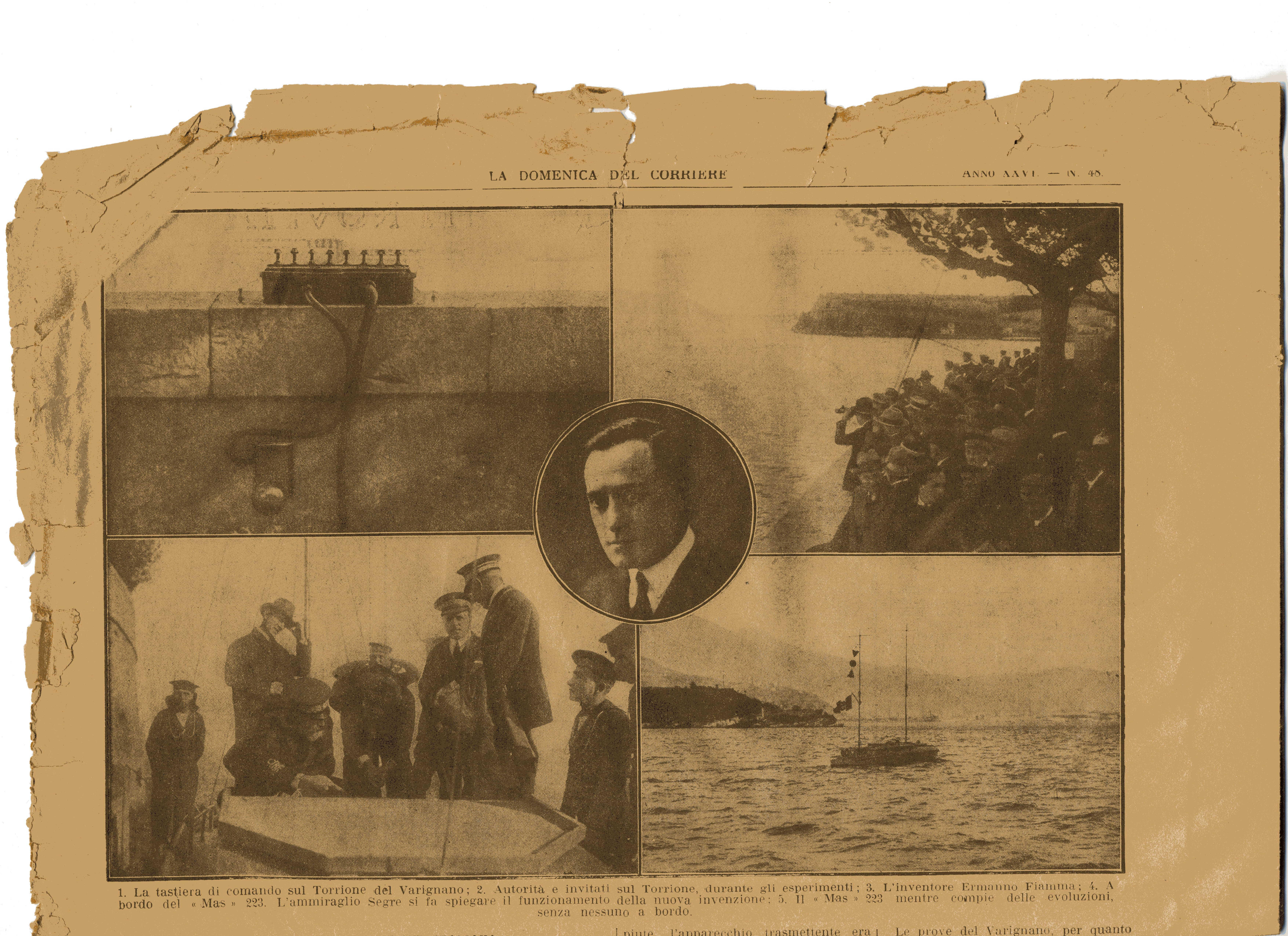
Illustrazione dell'invenzione del radiocomando, 1924

Dopo la sua morte nel 1945, fu sostituito da Walter Molino che, come il suo predecessore, firmò memorabili copertine.

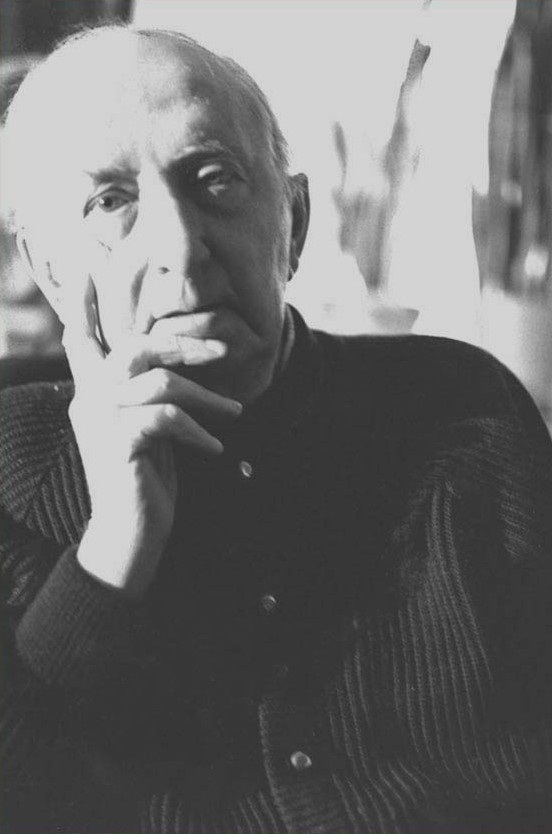
Walter Molino immortalato da Joe Zattere

A differenza dei settimanali dell'epoca, la Domenica del Corriere diede ampio spazio alle fotografie e ai disegni, e questo fu uno dei motivi del suo successo.
Nel corso degli anni venti e trenta, il periodico divenne uno dei principali strumenti di informazione non solo della borghesia colta ma di buona parte della popolazione italiana alfabetizzata. In questo periodo divenne il settimanale più venduto in Italia: le vendite raggiunsero le 600 000 copie.
Sulle pagine della Domenica del Corriere trovarono una vetrina popolare anche le grandi firme del Corriere, da Luigi Barzini a Indro Montanelli.

### Dal 1946 al 1989
- 1950: 600 000
- 1955: 900 000
- 1957: 950 000
- 1960: 1 000 000
- 1963: 1 300 000
- 1964: 882 000
- 1968: 904 000

Fonte: Silvia Pizzetti, I rotocalchi e la storia (1982).
Indro Montanelli fu il primo direttore dopo la fine della guerra; lasciò la direzione alla fine del 1946 per tornare al Corriere della Sera. Dopo Montanelli cominciò la lunghissima direzione (18 anni) di Eligio Possenti, critico teatrale, che guidò la Domenica fino al 1964, coadiuvato dal direttore "ombra", lo scrittore Dino Buzzati. Dal 1956 il settimanale fu stampato in rotocalco, consentendo un immediato aumento della sua diffusione. Per tutti gli anni cinquanta La Domenica fu in testa tra i settimanali con 950 000 copie di tiratura (con un picco di 1 300 000 nel 1952-53), seguita da Oggi con 650 000.
A partire dagli anni settanta, la concorrenza dei settimanali d'informazione – come L'Europeo, Panorama e L'Espresso – portò a una graduale ma inarrestabile crisi di copie. A nulla servì cambiare la prima pagina (Guglielmo Zucconi direttore), rinunciando alle copertine disegnate, per adottare la fotografia, come gli altri settimanali popolari.
Dopo vari tentativi di rilancio tra anni settanta e ottanta, uno dei quali affidato alla direzione di Maurizio Costanzo, nel 1989 la Domenica del Corriere chiuse definitivamente i battenti per decisione del gruppo editoriale Rizzoli-Corriere della Sera. A seguirne idealmente le orme fu un settimanale di cronaca nera e rosa chiamato Visto, che però poco o nulla aveva a che fare con la storia e la tradizione della Domenica del Corriere.
Gli ultimi cinque direttori della Domenica del Corriere furono Maurizio Costanzo, Paolo Mosca, Antonio Terzi, Pierluigi Magnaschi e infine Marcello Minerbi, che fu poi il primo direttore di Visto.
Le vecchie copie del settimanale, con le copertine di Achille Beltrame (1871-1945), Rino Ferrari (1911-1986) e di Walter Molino (1915-1997), sono spesso ricercate nei mercatini dell'antiquariato e in Internet.
Nel gennaio 2016, alla presentazione del nuovo archivio digitale consultabile on line del Corriere della Sera, è stata annunciata la prossima digitalizzazione di tutte le annate di: Domenica del Corriere, Corriere dei Piccoli,  e La Lettura.

## Direttori
La fine di una direzione non coincide con l'inizio della successiva perché da un numero all'altro passano sette giorni.
- Attilio Centelli (8 gennaio 1899 - giugno 1915)
- Giovanni Galluzzi (20 giugno 1915 - 9 gennaio 1921)
- Luigi Goldaniga (16 gennaio 1921 - 20 luglio 1924)
- Ferdinando D'Amora (27 luglio 1924 - 20 settembre 1929)[4]
- Eligio Possenti (6 ottobre 1929 - 21 novembre 1943)
- Pietro Caporilli (durante il regime della Repubblica Sociale Italiana)
- Ernesto Libenzi (27 maggio- 9 settembre 1945)
- Indro Montanelli (16 settembre 1945 - 27 ottobre 1946)
- Eligio Possenti (3 novembre 1946 - 5 gennaio 1964)
  - Dino Buzzati, caporedattore (1954-1964)
- Guglielmo Zucconi (12 gennaio 1964 - 15 febbraio 1972)
- Giulio Nascimbeni (22 febbraio 1972 - 9 ottobre 1973)
- Mario Oriani (16 ottobre 1973 - 18 agosto 1974)
- Benedetto Mosca (25 agosto 1974 - 4 novembre 1976)
- Silvio Bertoldi (11 novembre 1976 - 5 gennaio 1978)
- Maurizio Costanzo (12 gennaio 1978 - 7 marzo 1979)
- Paolo Mosca (14 marzo 1979 - 7 febbraio 1981)
- Antonio Terzi (14 febbraio 1981 - 6 ottobre 1984)
- Pierluigi Magnaschi (13 ottobre 1984 - 15 febbraio 1986)
- Marcello Minerbi (22 febbraio 1986 - 12 ottobre 1989)